# Lateranbasilikan
Lateranbasilikan (på italienska vanligen San Giovanni in Laterano) är Roms domkyrka, belägen i Lateranen i stadens södra område. Basilikan är en av de fyra huvudbasilikorna (basilicae maiores) i Rom (inklusive Peterskyrkan i Vatikanstaten). Den är helgad åt Johannes Döparen och evangelisten Johannes (italienska: Giovanni). Kyrkans fullständiga namn på latin är: Archibasilica Sanctissimi Salvatoris et Sanctorum Iohannis Baptistæ et Evangelistæ in Laterano, omnium Urbis et orbis ecclesiarum mater et caput (’Den allraheligaste Frälsarens och de heliga Johannes döparens och evangelistens ärkebasilika i Lateranen, moder och huvud för alla kyrkor i Staden och världen’).
Domkapitlet leds av en ärkepräst som tillika är kardinalvikarie, det vill säga påvens ställföreträdare i ledningen av stiftet Rom (utom Vatikanstaten). Domkyrkoförsamlingen leds av en särskild kyrkoherde. Kyrkan är (liksom Peterskyrkan) vänd mot väster, istället för den vanliga östliga orienteringen.
Lateranbasilikan är huvudkyrka i församlingen Santissimo Salvatore e Santi Giovanni Battista ed Evangelista in Laterano.

## Historia

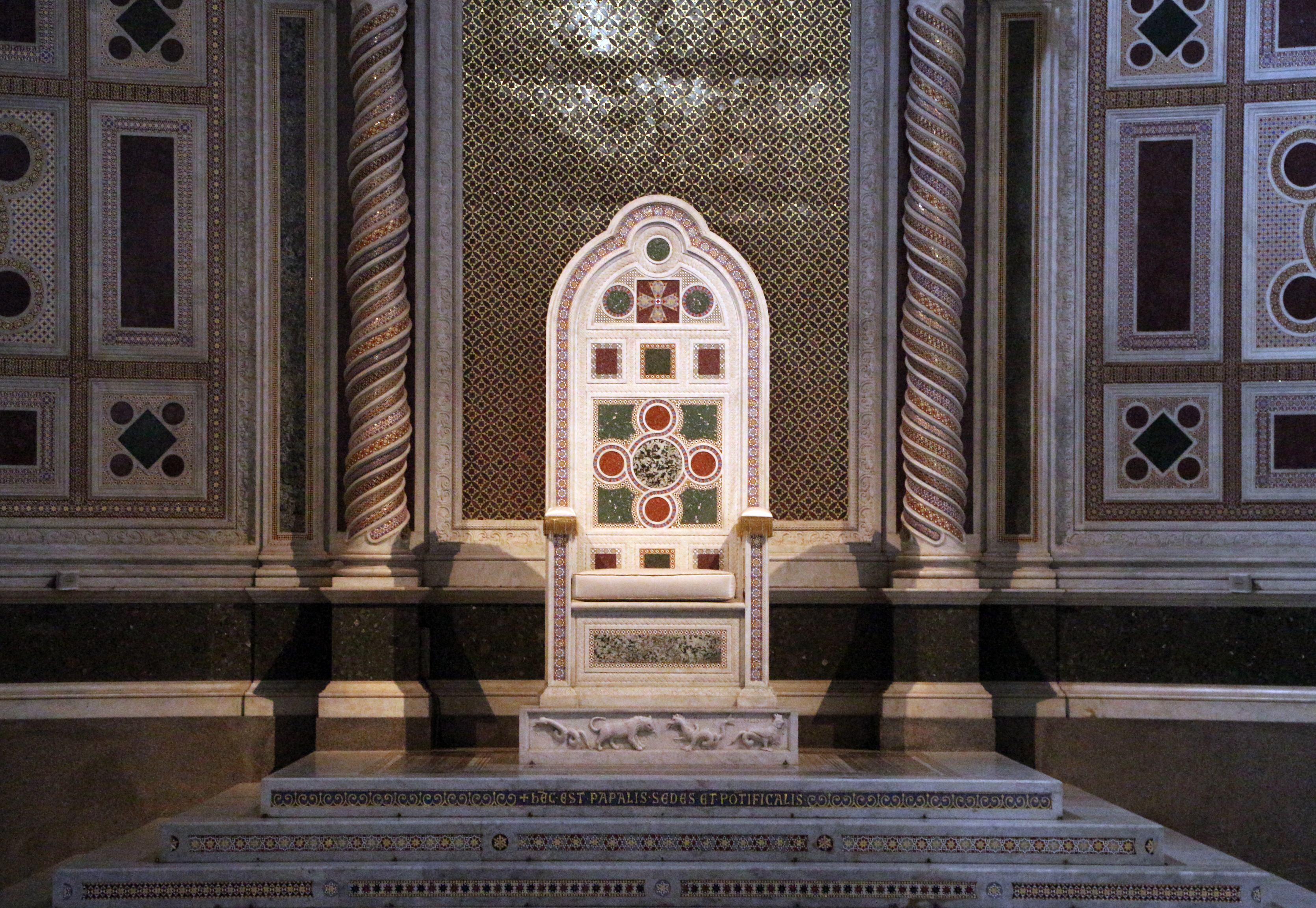
Påvens biskopsstol i absiden.

I början av 300-talet skänkte kejsar Konstantin den store åt påve Miltiades ett stycke kejserlig markegendom inklusive några byggnader i södra Rom. En av byggnaderna var Lateranpalatset, som tidigare hade tillhört Plautius Lateranus, en medlem av den förmögna ätten Laterani. Miltiades lät 314–318 bredvid palatset uppföra Lateranbasilikan, vilken konsekrerades av påve Silvester I den 9 november 324. Förutom det fristående baptisteriet San Giovanni in Fonte, består föga av den konstantinska basilikan.
Lateranbasilikan restaurerades av påve Leo I och, flera hundra år senare, av Hadrianus I. Kyrkan förstördes delvis av en jordbävning år 896 och återuppbyggdes under Lucius II. Tvärskeppet ombyggdes under Clemens VIII (1592–1605), och Innocentius X uppdrog åt Francesco Borromini att inför jubelåret 1650 modernisera interiören, i huvudsak mittskeppet, och ge den en barockdräkt. Basilikans östfasad är ett verk av Alessandro Galilei 1735.
Lateranbasilikans invigningsdag firas den 9 november.